# Passioni (telenovela)
Passioni è un serial televisivo italiano ideato da Bruno Gambarotta, prodotto dalla Deltavision nel 1988 e trasmesso da Rai 1 nel 1989.

## Cast
Tra i protagonisti figurano Carlo Hintermann, Adolfo Fenoglio, Anna Bonasso, Dominique Boschero, Vanni Corbellini ed Elisabetta Viviani.  La regia è di Riccardo Donna.

## Puntate
La serie si compone di 100 puntate, di 45-50 minuti ciascuno.

Fu trasmessa per la prima volta da Rai 1 in fascia mattutina dal lunedì al venerdì dal 9 gennaio  al 30 maggio 1989 e replicata negli anni novanta da RaiSat Fiction.

## Trama
La trama è incentrata sulle vicende delle famiglie Arnaud ed Alciati: la prima è una famiglia di ricchi industriali, mentre la seconda è una famiglia di operai impiegati nella ditta degli Arnaud: tra i figli di Arnaud e di Alciati è nato nel frattempo l'amore.

## Curiosità
Per interpretare il ruolo della protagonista era stata inizialmente contattata l'attrice venezuelana Mayra Alejandra, nota interprete di telenovele sudamericane, ma non se ne fece nulla una volta cambiata la casa di produzione

## Sigla TV
La sigla del serial è Sarà bellissima, interpretata da Elisabetta Viviani e da Franco Micalizzi.